# Macquartia tenebricosa
Macquartia tenebricosa là một loài ruồi trong họ Tachinidae.